# Coppa della Divisione 2023-2024
La Coppa della Divisione 2023-2024 è stata la 5ª edizione del torneo. La competizione è iniziata il 23 settembre 2023 ed è terminata il 24 aprile 2024 con la finale in campo neutro presso il PlayHall di Riccione. Questa edizione era riservata ai giocatori under-23.

## Regolamento
Il regolamento cambia in maniera sostanziale: la presente edizione sarà riservata a tutte le squadre appartenenti ai campionati nazionali, ma potranno prendere parte agli incontri solo i giocatori nati dal 1º gennaio 2001.
Le squadre partecipanti entrano tutte nel primo turno, che è organizzato in 16 "gironi" da 10/11/12 squadre ciascuno, ognuno dei quali organizzato in 4 "gare", che constano di abbinamenti (andata e ritorno) o triangolari. Le vincenti di ogni gara si scontreranno in gara unica nel secondo turno, e in maniera analoga nel terzo turno. Dagli ottavi di finale alla semifinale le partite si giocheranno con formula di andata e ritorno e, in caso di parità dopo i tempi regolamentari, si procederà direttamente allo svolgimento dei calci di rigore. La finale, da giocare in campo neutro, prevede anche la possibilità di giocare i tempi supplementari.

### Date
| Turno                         | Date                      | Date                      |
| I turno (183 squadre)         | Abbinamenti               | Giornate dei triangolari  |
| ----------------------------- | ------------------------- | ------------------------- |
| I turno (183 squadre)         | 23 settembre - 1º ottobre |                           |
| I turno (183 squadre)         | 30 settembre - 17 ottobre |                           |
| I turno (183 squadre)         | 6 - 19 ottobre            |                           |
| II turno (64 squadre)         | 16 - 25 ottobre           | 16 - 25 ottobre           |
| III turno (32 squadre)        | 24 ottobre - 8 novembre   | 24 ottobre - 8 novembre   |
| Ottavi di finale (16 squadre) | Andata                    | 21 novembre - 16 dicembre |
| Ottavi di finale (16 squadre) | Ritorno                   | 19 - 30 dicembre          |
| Quarti di finale (8 squadre)  | Andata                    | 9 - 10 gennaio            |
| Quarti di finale (8 squadre)  | Ritorno                   | 3 febbraio                |
| Semifinali (4 squadre)        | Andata                    | 5 marzo                   |
| Semifinali (4 squadre)        | Ritorno                   | 19 marzo                  |
| Finale (2 squadre)            | 24 aprile                 | 24 aprile                 |

## I turno
Al I turno partecipano tutte le 183 società iscritte alla competizione, divise in 16 "gironi" secondo il criterio di vicinorietà. Gli abbinamenti si giocheranno con gare di andata il 23 settembre e ritorno il 7 ottobre, mentre le tre giornate dei triangolari avranno luogo, rispettivamente, il 23 settembre, 3 e 7 ottobre. Fanno eccezione alcune partite, soprattutto le ultime due giornate del girone N1 (giocate il 17 e 19 ottobre). Nei triangolari la prima giornata è stata sorteggiata, mentre seconda e terza saranno determinate dal risultato della prima. Negli abbinamenti, la squadra di categoria più alta giocherà il ritorno in casa. In caso di incontri tra squadre della stessa categoria l'ordine delle sfide è stato determinato tramite sorteggio.

### Girone A

#### Gara 1
| Squadra        | P.ti | G | V | N | P | GF | GS | DR  |
| -------------- | ---- | - | - | - | - | -- | -- | --- |
| L84            | 6    | 2 | 2 | 0 | 0 | 15 | 2  | +13 |
| VareseLaveno   | 3    | 2 | 1 | 0 | 1 | 6  | 12 | -6  |
| VDL Fiano Plus | 0    | 2 | 0 | 0 | 2 | 4  | 11 | -7  |

| Squadra 1      | Risultato   | Squadra 2      |
| 1ª giornata    | 1ª giornata | 1ª giornata    |
| -------------- | ----------- | -------------- |
| VareseLaveno   | 5 - 3       | VDL Fiano Plus |
| 2ª giornata    |             |                |
| VDL Fiano Plus | 1 - 6       | L84            |
| 3ª giornata    |             |                |
| L84            | 9 - 1       | VareseLaveno   |

#### Gara 2
| Squadra        | P.ti | G | V | N | P | GF | GS | DR |
| -------------- | ---- | - | - | - | - | -- | -- | -- |
| Asti Orange    | 6    | 2 | 2 | 0 | 0 | 10 | 4  | +6 |
| Avis Isola     | 3    | 2 | 1 | 0 | 1 | 9  | 8  | +1 |
| Elledì Fossano | 0    | 2 | 0 | 0 | 2 | 6  | 13 | -7 |

| Squadra 1      | Risultato   | Squadra 2      |
| 1ª giornata    | 1ª giornata | 1ª giornata    |
| -------------- | ----------- | -------------- |
| Avis Isola     | 2 - 4       | Asti Orange    |
| 2ª giornata    |             |                |
| Elledì Fossano | 4 - 7       | Avis Isola     |
| 3ª giornata    |             |                |
| Asti Orange    | 6 - 2       | Elledì Fossano |

#### Gara 3
| Squadra      | P.ti | G | V | N | P | GF | GS | DR  |
| ------------ | ---- | - | - | - | - | -- | -- | --- |
| CDM Genova   | 6    | 2 | 2 | 0 | 0 | 17 | 1  | +16 |
| Fucsia Nizza | 3    | 2 | 1 | 0 | 1 | 7  | 5  | +2  |
| Levante      | 0    | 2 | 0 | 0 | 2 | 3  | 21 | -18 |

| Squadra 1    | Risultato   | Squadra 2    |
| 1ª giornata  | 1ª giornata | 1ª giornata  |
| ------------ | ----------- | ------------ |
| Levante      | 3 - 6       | Fucsia Nizza |
| 2ª giornata  |             |              |
| CDM Genova   | 15 - 0      | Levante      |
| 3ª giornata  |             |              |
| Fucsia Nizza | 1 - 2       | CDM Genova   |

#### Gara 4
| Squadra 1     | Totale | Squadra 2 | Andata | Ritorno |
| ------------- | ------ | --------- | ------ | ------- |
| Castellamonte | 1 - 19 | Aosta     | 1 - 10 | 0 - 9   |

### Girone B

#### Gara 1
| Squadra  | P.ti | G | V | N | P | GF | GS | DR |
| -------- | ---- | - | - | - | - | -- | -- | -- |
| Mantova  | 6    | 2 | 2 | 0 | 0 | 12 | 6  | +6 |
| Bissuola | 3    | 2 | 1 | 0 | 1 | 6  | 8  | -2 |
| Padova   | 0    | 2 | 0 | 0 | 2 | 6  | 10 | -4 |

| Squadra 1   | Risultato   | Squadra 2   |
| 1ª giornata | 1ª giornata | 1ª giornata |
| ----------- | ----------- | ----------- |
| Padova      | 2 - 4       | Bissuola    |
| 2ª giornata |             |             |
| Mantova     | 6 - 4       | Padova      |
| 3ª giornata |             |             |
| Bissuola    | 2 - 6       | Mantova     |

#### Gara 2
| Squadra        | P.ti | G | V | N | P | GF | GS | DR  |
| -------------- | ---- | - | - | - | - | -- | -- | --- |
| Real Five Rho  | 6    | 2 | 2 | 0 | 0 | 26 | 5  | +21 |
| Milano         | 3    | 2 | 1 | 0 | 1 | 10 | 9  | +1  |
| Videoton Crema | 0    | 2 | 0 | 0 | 2 | 5  | 27 | -22 |

| Squadra 1      | Risultato   | Squadra 2      |
| 1ª giornata    | 1ª giornata | 1ª giornata    |
| -------------- | ----------- | -------------- |
| Real Five Rho  | 7 - 2       | Milano         |
| 2ª giornata    |             |                |
| Milano         | 8 - 2       | Videoton Crema |
| 3ª giornata    |             |                |
| Videoton Crema | 3 - 19      | Real Five Rho  |

#### Gara 3
| Squadra        | P.ti | G | V | N | P | GF | GS | DR  |
| -------------- | ---- | - | - | - | - | -- | -- | --- |
| Cardano '91    | 6    | 2 | 2 | 0 | 0 | 15 | 4  | +11 |
| Saints Pagnano | 3    | 2 | 1 | 0 | 1 | 7  | 6  | +1  |
| Energy Saving  | 0    | 2 | 0 | 0 | 2 | 3  | 15 | -12 |

| Squadra 1      | Risultato   | Squadra 2      |
| 1ª giornata    | 1ª giornata | 1ª giornata    |
| -------------- | ----------- | -------------- |
| Energy Saving  | 1 - 11      | Cardano '91    |
| 2ª giornata    |             |                |
| Saints Pagnano | 4 - 2       | Energy Saving  |
| 3ª giornata    |             |                |
| Cardano '91    | 4 - 3       | Saints Pagnano |

#### Gara 4
| Squadra      | P.ti | G | V | N | P | GF | GS | DR  |
| ------------ | ---- | - | - | - | - | -- | -- | --- |
| Lecco        | 6    | 2 | 2 | 0 | 0 | 20 | 4  | +16 |
| MGM 2000     | 3    | 2 | 1 | 0 | 1 | 12 | 11 | +1  |
| Domus Bresso | 0    | 2 | 0 | 0 | 2 | 1  | 18 | -17 |

| Squadra 1    | Risultato   | Squadra 2    |
| 1ª giornata  | 1ª giornata | 1ª giornata  |
| ------------ | ----------- | ------------ |
| Domus Bresso | 1 - 8       | MGM 2000     |
| 2ª giornata  |             |              |
| Lecco        | 10 - 0      | Domus Bresso |
| 3ª giornata  |             |              |
| MGM 2000     | 4 - 10      | Lecco        |

### Girone C

#### Gara 1
| Squadra      | P.ti | G | V | N | P | GF | GS | DR |
| ------------ | ---- | - | - | - | - | -- | -- | -- |
| Belluno      | 6    | 2 | 2 | 0 | 0 | 9  | 4  | +5 |
| CAME Treviso | 3    | 2 | 1 | 0 | 1 | 5  | 4  | +1 |
| Naonis       | 0    | 2 | 0 | 0 | 2 | 4  | 10 | -6 |

| Squadra 1    | Risultato   | Squadra 2    |
| 1ª giornata  | 1ª giornata | 1ª giornata  |
| ------------ | ----------- | ------------ |
| Naonis       | 3 - 6       | Belluno      |
| 2ª giornata  |             |              |
| CAME Treviso | 4 - 1       | Naonis       |
| 3ª giornata  |             |              |
| Belluno      | 3 - 1       | CAME Treviso |

#### Gara 2
| Squadra        | P.ti | G | V | N | P | GF | GS | DR |
| -------------- | ---- | - | - | - | - | -- | -- | -- |
| Compagnia Malo | 6    | 2 | 2 | 0 | 0 | 8  | 4  | +4 |
| Bubi Merano    | 3    | 2 | 1 | 0 | 1 | 8  | 9  | -1 |
| AltoVicentino  | 0    | 2 | 0 | 0 | 2 | 7  | 10 | -3 |

| Squadra 1      | Risultato   | Squadra 2      |
| 1ª giornata    | 1ª giornata | 1ª giornata    |
| -------------- | ----------- | -------------- |
| Bubi Merano    | 2 - 4       | Compagnia Malo |
| 2ª giornata    |             |                |
| AltoVicentino  | 5 - 6       | Bubi Merano    |
| 3ª giornata    |             |                |
| Compagnia Malo | 4 - 2       | AltoVicentino  |

#### Gara 3
| Squadra   | P.ti | G | V | N | P | GF | GS | DR |
| --------- | ---- | - | - | - | - | -- | -- | -- |
| Pordenone | 6    | 2 | 2 | 0 | 0 | 6  | 3  | +3 |
| Manzano   | 3    | 2 | 1 | 0 | 1 | 2  | 3  | -1 |
| Vicinalis | 0    | 2 | 0 | 0 | 2 | 2  | 4  | -2 |

| Squadra 1   | Risultato   | Squadra 2   |
| 1ª giornata | 1ª giornata | 1ª giornata |
| ----------- | ----------- | ----------- |
| Manzano     | 1 - 0       | Vicinalis   |
| 2ª giornata |             |             |
| Vicinalis   | 2 - 3       | Pordenone   |
| 3ª giornata |             |             |
| Pordenone   | 3 - 1       | Manzano     |

#### Gara 4
| Squadra   | P.ti | G | V | N | P | GF | GS | DR  |
| --------- | ---- | - | - | - | - | -- | -- | --- |
| Villorba  | 6    | 2 | 2 | 0 | 0 | 10 | 5  | +5  |
| Altamarca | 3    | 2 | 1 | 0 | 1 | 18 | 6  | +12 |
| Atesina   | 0    | 2 | 0 | 0 | 2 | 0  | 17 | -17 |

| Squadra 1   | Risultato   | Squadra 2   |
| 1ª giornata | 1ª giornata | 1ª giornata |
| ----------- | ----------- | ----------- |
| Atesina     | 0 - 4       | Villorba    |
| 2ª giornata |             |             |
| Altamarca   | 13 - 0      | Atesina     |
| 3ª giornata |             |             |
| Villorba    | 6 - 5       | Altamarca   |

### Girone D

#### Gara 1
| Squadra          | P.ti | G | V | N | P | GF | GS | DR  |
| ---------------- | ---- | - | - | - | - | -- | -- | --- |
| Olimpia Verona   | 4    | 2 | 1 | 1 | 0 | 15 | 6  | +9  |
| OR Reggio Emilia | 4    | 2 | 1 | 1 | 0 | 14 | 5  | +9  |
| Isola 5          | 0    | 2 | 0 | 0 | 2 | 3  | 21 | -18 |

| Squadra 1        | Risultato   | Squadra 2        |
| 1ª giornata      | 1ª giornata | 1ª giornata      |
| ---------------- | ----------- | ---------------- |
| Isola 5          | 1 - 10      | OR Reggio Emilia |
| 2ª giornata      |             |                  |
| Olimpia Verona   | 11 - 2      | Isola 5          |
| 3ª giornata      |             |                  |
| OR Reggio Emilia | 4 - 4       | Olimpia Verona   |

#### Gara 2
| Squadra   | P.ti | G | V | N | P | GF | GS | DR |
| --------- | ---- | - | - | - | - | -- | -- | -- |
| Fenice    | 6    | 2 | 2 | 0 | 0 | 10 | 2  | +8 |
| Cornedo   | 1    | 2 | 0 | 1 | 1 | 4  | 8  | -4 |
| Giorgione | 1    | 2 | 0 | 1 | 1 | 2  | 6  | -4 |

| Squadra 1   | Risultato   | Squadra 2   |
| 1ª giornata | 1ª giornata | 1ª giornata |
| ----------- | ----------- | ----------- |
| Giorgione   | 2 - 2       | Cornedo     |
| 2ª giornata |             |             |
| Fenice      | 4 - 0       | Giorgione   |
| 3ª giornata |             |             |
| Cornedo     | 2 - 6       | Fenice      |

#### Gara 3
| Squadra 1    | Totale | Squadra 2       | Andata | Ritorno |
| ------------ | ------ | --------------- | ------ | ------- |
| Maccan Prata | 2 - 16 | Città di Mestre | 2 - 6  | 0 - 10  |

#### Gara 4
| Squadra          | P.ti | G | V | N | P | GF | GS | DR |
| ---------------- | ---- | - | - | - | - | -- | -- | -- |
| Petrarca         | 6    | 2 | 2 | 0 | 0 | 13 | 4  | +9 |
| Olympia Rovereto | 3    | 2 | 1 | 0 | 1 | 5  | 6  | -1 |
| Team Giorgione   | 0    | 2 | 0 | 0 | 2 | 2  | 10 | -8 |

| Squadra 1        | Risultato   | Squadra 2        |
| 1ª giornata      | 1ª giornata | 1ª giornata      |
| ---------------- | ----------- | ---------------- |
| Team Giorgione   | 1 - 2       | Olympia Rovereto |
| 2ª giornata      |             |                  |
| Petrarca         | 8 - 1       | Team Giorgione   |
| 3ª giornata      |             |                  |
| Olympia Rovereto | 3 - 5       | Petrarca         |

### Girone E

#### Gara 1
| Squadra         | P.ti | G | V | N | P | GF | GS | DR |
| --------------- | ---- | - | - | - | - | -- | -- | -- |
| Buldog Lucrezia | 4    | 2 | 1 | 1 | 0 | 8  | 7  | +1 |
| Italservice     | 3    | 2 | 1 | 0 | 1 | 12 | 10 | +2 |
| Potenza Picena  | 1    | 2 | 0 | 1 | 1 | 6  | 9  | -3 |

| Squadra 1       | Risultato   | Squadra 2       |
| 1ª giornata     | 1ª giornata | 1ª giornata     |
| --------------- | ----------- | --------------- |
| Potenza Picena  | 2 - 2       | Buldog Lucrezia |
| 2ª giornata     |             |                 |
| Italservice     | 7 - 4       | Potenza Picena  |
| 3ª giornata     |             |                 |
| Buldog Lucrezia | 6 - 5       | Italservice     |

#### Gara 2
| Squadra    | P.ti | G | V | N | P | GF | GS | DR  |
| ---------- | ---- | - | - | - | - | -- | -- | --- |
| Russi      | 6    | 2 | 2 | 0 | 0 | 16 | 7  | +9  |
| Sant'Agata | 3    | 2 | 1 | 0 | 1 | 8  | 6  | +2  |
| Dozzese    | 0    | 2 | 0 | 0 | 2 | 4  | 15 | -11 |

| Squadra 1   | Risultato   | Squadra 2   |
| 1ª giornata | 1ª giornata | 1ª giornata |
| ----------- | ----------- | ----------- |
| Sant'Agata  | 4 - 5       | Russi       |
| 2ª giornata |             |             |
| Dozzese     | 1 - 4       | Sant'Agata  |
| 3ª giornata |             |             |
| Russi       | 11 - 3      | Dozzese     |

#### Gara 3
| Squadra            | P.ti | G | V | N | P | GF | GS | DR  |
| ------------------ | ---- | - | - | - | - | -- | -- | --- |
| Modena-Cavezzo     | 6    | 2 | 2 | 0 | 0 | 8  | 0  | +8  |
| Real Casalgrandese | 3    | 2 | 1 | 0 | 1 | 6  | 4  | +2  |
| Bagnolo            | 0    | 2 | 0 | 0 | 2 | 2  | 12 | -10 |

| Squadra 1          | Risultato   | Squadra 2          |
| 1ª giornata        | 1ª giornata | 1ª giornata        |
| ------------------ | ----------- | ------------------ |
| Bagnolo            | 2 - 6       | Real Casalgrandese |
| 2ª giornata        |             |                    |
| Modena-Cavezzo     | 6 - 0       | Bagnolo            |
| 3ª giornata        |             |                    |
| Real Casalgrandese | 0 - 2       | Modena-Cavezzo     |

#### Gara 4
| Squadra       | P.ti | G | V | N | P | GF | GS | DR |
| ------------- | ---- | - | - | - | - | -- | -- | -- |
| Cesena        | 4    | 2 | 1 | 1 | 0 | 8  | 2  | +6 |
| Bologna       | 4    | 2 | 1 | 1 | 0 | 3  | 2  | +1 |
| Balça Poggese | 0    | 2 | 0 | 0 | 2 | 2  | 9  | -7 |

| Squadra 1     | Risultato   | Squadra 2     |
| 1ª giornata   | 1ª giornata | 1ª giornata   |
| ------------- | ----------- | ------------- |
| Balça Poggese | 1 - 2       | Bologna       |
| 2ª giornata   |             |               |
| Cesena        | 7 - 1       | Balça Poggese |
| 3ª giornata   |             |               |
| Bologna       | 1 - 1       | Cesena        |

### Girone F

#### Gara 1
| Squadra          | P.ti | G | V | N | P | GF | GS | DR  |
| ---------------- | ---- | - | - | - | - | -- | -- | --- |
| Real Fabrica     | 6    | 2 | 2 | 0 | 0 | 22 | 1  | +21 |
| Atlante Grosseto | 3    | 2 | 1 | 0 | 1 | 6  | 6  | 0   |
| Active Network   | 0    | 2 | 0 | 0 | 2 | 2  | 23 | -21 |

| Squadra 1        | Risultato   | Squadra 2        |
| 1ª giornata      | 1ª giornata | 1ª giornata      |
| ---------------- | ----------- | ---------------- |
| Atlante Grosseto | 0 - 5       | Real Fabrica     |
| 2ª giornata      |             |                  |
| Active Network   | 1 - 6       | Atlante Grosseto |
| 3ª giornata      |             |                  |
| Real Fabrica     | 17 - 1      | Active Network   |

#### Gara 2
| Squadra       | P.ti | G | V | N | P | GF | GS | DR |
| ------------- | ---- | - | - | - | - | -- | -- | -- |
| Sangiovannese | 6    | 2 | 2 | 0 | 0 | 11 | 7  | +4 |
| Pontedera     | 3    | 2 | 1 | 0 | 1 | 6  | 8  | -2 |
| Boca Livorno  | 0    | 2 | 0 | 0 | 2 | 8  | 10 | -2 |

| Squadra 1     | Risultato   | Squadra 2     |
| 1ª giornata   | 1ª giornata | 1ª giornata   |
| ------------- | ----------- | ------------- |
| Pontedera     | 4 - 3       | Boca Livorno  |
| 2ª giornata   |             |               |
| Boca Livorno  | 5 - 6       | Sangiovannese |
| 3ª giornata   |             |               |
| Sangiovannese | 5 - 2       | Pontedera     |

#### Gara 3
| Squadra         | P.ti | G | V | N | P | GF | GS | DR |
| --------------- | ---- | - | - | - | - | -- | -- | -- |
| Vigor Fucecchio | 3    | 2 | 1 | 0 | 1 | 5  | 5  | 0  |
| Mattagnanese    | 3    | 2 | 1 | 0 | 1 | 4  | 4  | 0  |
| Pistoia         | 3    | 2 | 1 | 0 | 1 | 3  | 3  | 0  |

| Squadra 1       | Risultato   | Squadra 2       |
| 1ª giornata     | 1ª giornata | 1ª giornata     |
| --------------- | ----------- | --------------- |
| Mattagnanese    | 2 - 4       | Vigor Fucecchio |
| 2ª giornata     |             |                 |
| Pistoia         | 0 - 2       | Mattagnanese    |
| 3ª giornata     |             |                 |
| Vigor Fucecchio | 1 - 3       | Pistoia         |

#### Gara 4
| Squadra      | P.ti | G | V | N | P | GF | GS | DR  |
| ------------ | ---- | - | - | - | - | -- | -- | --- |
| Futsal Prato | 6    | 2 | 2 | 0 | 0 | 11 | 5  | +6  |
| Prato        | 3    | 2 | 1 | 0 | 1 | 14 | 7  | +7  |
| Arpi Nova    | 0    | 2 | 0 | 0 | 2 | 6  | 19 | -13 |

| Squadra 1    | Risultato   | Squadra 2    |
| 1ª giornata  | 1ª giornata | 1ª giornata  |
| ------------ | ----------- | ------------ |
| Arpi Nova    | 3 - 7       | Futsal Prato |
| 2ª giornata  |             |              |
| Prato        | 12 - 3      | Arpi Nova    |
| 3ª giornata  |             |              |
| Futsal Prato | 4 - 2       | Prato        |

### Girone G

#### Gara 1
| Squadra           | P.ti | G | V | N | P | GF | GS | DR |
| ----------------- | ---- | - | - | - | - | -- | -- | -- |
| Sporting Hornets  | 6    | 2 | 2 | 0 | 0 | 10 | 6  | +4 |
| Fortitudo Pomezia | 1    | 2 | 0 | 1 | 1 | 7  | 9  | -2 |
| Roma              | 1    | 2 | 0 | 1 | 1 | 5  | 7  | -2 |

| Squadra 1         | Risultato   | Squadra 2         |
| 1ª giornata       | 1ª giornata | 1ª giornata       |
| ----------------- | ----------- | ----------------- |
| Sporting Hornets  | 4 - 2       | Roma              |
| 2ª giornata       |             |                   |
| Roma              | 3 - 3       | Fortitudo Pomezia |
| 3ª giornata       |             |                   |
| Fortitudo Pomezia | 4 - 6       | Sporting Hornets  |

#### Gara 2
| Squadra              | P.ti | G | V | N | P | GF | GS | DR |
| -------------------- | ---- | - | - | - | - | -- | -- | -- |
| Audax 1970 S. Angelo | 4    | 2 | 1 | 1 | 0 | 8  | 5  | +3 |
| CUS Ancona           | 4    | 2 | 1 | 1 | 0 | 4  | 3  | +1 |
| Corinaldo            | 0    | 2 | 0 | 0 | 2 | 2  | 6  | -4 |

| Squadra 1            | Risultato   | Squadra 2            |
| 1ª giornata          | 1ª giornata | 1ª giornata          |
| -------------------- | ----------- | -------------------- |
| CUS Ancona           | 3 - 3       | Audax 1970 S. Angelo |
| 2ª giornata          |             |                      |
| Corinaldo            | 0 - 1       | CUS Ancona           |
| 3ª giornata          |             |                      |
| Audax 1970 S. Angelo | 5 - 2       | Corinaldo            |

#### Gara 3
| Squadra       | P.ti | G | V | N | P | GF | GS | DR  |
| ------------- | ---- | - | - | - | - | -- | -- | --- |
| Cerreto d'Esi | 6    | 2 | 2 | 0 | 0 | 11 | 1  | +10 |
| Ternana       | 1    | 2 | 0 | 1 | 1 | 2  | 6  | -4  |
| Eta Beta      | 1    | 2 | 0 | 1 | 1 | 3  | 9  | -6  |

| Squadra 1     | Risultato   | Squadra 2     |
| 1ª giornata   | 1ª giornata | 1ª giornata   |
| ------------- | ----------- | ------------- |
| Cerreto d'Esi | 7 - 1       | Eta Beta      |
| 2ª giornata   |             |               |
| Eta Beta      | 2 - 2       | Ternana       |
| 3ª giornata   |             |               |
| Ternana       | 0 - 4       | Cerreto d'Esi |

#### Gara 4
| Squadra      | P.ti | G | V | N | P | GF | GS | DR  |
| ------------ | ---- | - | - | - | - | -- | -- | --- |
| CUS Macerata | 6    | 2 | 2 | 0 | 0 | 12 | 2  | +10 |
| Recanati     | 3    | 2 | 1 | 0 | 1 | 8  | 11 | -3  |
| Sangiorgese  | 0    | 2 | 0 | 0 | 2 | 7  | 14 | -7  |

| Squadra 1    | Risultato   | Squadra 2    |
| 1ª giornata  | 1ª giornata | 1ª giornata  |
| ------------ | ----------- | ------------ |
| Recanati     | 7 - 6       | Sangiorgese  |
| 2ª giornata  |             |              |
| Sangiorgese  | 1 - 7       | CUS Macerata |
| 3ª giornata  |             |              |
| CUS Macerata | 5 - 1       | Recanati     |

### Girone H

#### Gara 1
| Squadra      | P.ti | G | V | N | P | GF | GS | DR  |
| ------------ | ---- | - | - | - | - | -- | -- | --- |
| Olimpus Roma | 3    | 2 | 2 | 0 | 0 | 29 | 0  | +29 |
| Grifoni      | 3    | 2 | 1 | 0 | 1 | 12 | 18 | -6  |
| Gadtch 2000  | 0    | 2 | 0 | 0 | 2 | 5  | 28 | -23 |

| Squadra 1    | Risultato   | Squadra 2    |
| 1ª giornata  | 1ª giornata | 1ª giornata  |
| ------------ | ----------- | ------------ |
| Grifoni      | 12 - 5      | Gadtch 2000  |
| 2ª giornata  |             |              |
| Gadtch 2000  | 0 - 16      | Olimpus Roma |
| 3ª giornata  |             |              |
| Olimpus Roma | 13 - 0      | Grifoni      |

#### Gara 2
| Squadra 1      | Totale | Squadra 2 | Andata | Ritorno |
| -------------- | ------ | --------- | ------ | ------- |
| Città di Anzio | 12 - 7 | Roma 3Z   | 7 - 3  | 5 - 4   |

#### Gara 3
| Squadra    | P.ti | G | V | N | P | GF | GS | DR  |
| ---------- | ---- | - | - | - | - | -- | -- | --- |
| Lazio      | 6    | 2 | 2 | 0 | 0 | 24 | 4  | +20 |
| Spes PF    | 3    | 2 | 1 | 0 | 1 | 7  | 8  | -1  |
| Real Rieti | 0    | 2 | 0 | 0 | 2 | 2  | 21 | -19 |

| Squadra 1   | Risultato   | Squadra 2   |
| 1ª giornata | 1ª giornata | 1ª giornata |
| ----------- | ----------- | ----------- |
| Real Rieti  | 2 - 3       | Spes PF     |
| 2ª giornata |             |             |
| Lazio       | 18 - 0      | Real Rieti  |
| 3ª giornata |             |             |
| Spes PF     | 4 - 6       | Lazio       |

#### Gara 4
| Squadra | P.ti | G | V | N | P | GF | GS | DR |
| ------- | ---- | - | - | - | - | -- | -- | -- |
| EUR     | 6    | 2 | 2 | 0 | 0 | 9  | 4  | +5 |
| Mirafin | 3    | 2 | 1 | 0 | 1 | 8  | 8  | 0  |
| Cures   | 0    | 2 | 0 | 0 | 2 | 4  | 9  | -5 |

| Squadra 1   | Risultato   | Squadra 2   |
| 1ª giornata | 1ª giornata | 1ª giornata |
| ----------- | ----------- | ----------- |
| Cures       | 3 - 5       | Mirafin     |
| 2ª giornata |             |             |
| EUR         | 4 - 1       | Cures       |
| 3ª giornata |             |             |
| Mirafin     | 3 - 5       | EUR         |

### Girone L

#### Gara 1
| Squadra           | P.ti | G | V | N | P | GF | GS | DR  |
| ----------------- | ---- | - | - | - | - | -- | -- | --- |
| Ciampino          | 6    | 2 | 2 | 0 | 0 | 19 | 1  | +18 |
| Alghero           | 3    | 2 | 1 | 0 | 1 | 4  | 17 | -13 |
| Città di Cagliari | 0    | 2 | 0 | 0 | 2 | 4  | 9  | -5  |

| Squadra 1         | Risultato   | Squadra 2         |
| 1ª giornata       | 1ª giornata | 1ª giornata       |
| ----------------- | ----------- | ----------------- |
| Città di Cagliari | 3 - 4       | Alghero           |
| 2ª giornata       |             |                   |
| Alghero           | 0 - 14      | Ciampino          |
| 3ª giornata       |             |                   |
| Ciampino          | 5 - 1       | Città di Cagliari |

#### Gara 2
| Squadra 1 | Totale | Squadra 2  | Andata | Ritorno |
| --------- | ------ | ---------- | ------ | ------- |
| Elmas     | 21 - 4 | Domus Chia | 12 - 2 | 9 - 2   |

#### Gara 3
| Squadra      | P.ti | G | V | N | P | GF | GS | DR |
| ------------ | ---- | - | - | - | - | -- | -- | -- |
| Sestu        | 6    | 2 | 2 | 0 | 0 | 10 | 6  | +4 |
| Monastir     | 3    | 2 | 1 | 0 | 1 | 8  | 8  | 0  |
| C'è Chi Ciak | 0    | 2 | 0 | 0 | 2 | 5  | 9  | -4 |

| Squadra 1    | Risultato   | Squadra 2    |
| 1ª giornata  | 1ª giornata | 1ª giornata  |
| ------------ | ----------- | ------------ |
| C'è Chi Ciak | 3 - 4       | Monastir     |
| 2ª giornata  |             |              |
| Sestu        | 5 - 2       | C'è Chi Ciak |
| 3ª giornata  |             |              |
| Monastir     | 4 - 5       | Sestu        |

#### Gara 4
| Squadra   | P.ti | G | V | N | P | GF | GS | DR  |
| --------- | ---- | - | - | - | - | -- | -- | --- |
| Leonardo  | 6    | 2 | 2 | 0 | 0 | 27 | 1  | +26 |
| Jasnagora | 3    | 2 | 1 | 0 | 1 | 6  | 7  | -1  |
| Cagliari  | 0    | 2 | 0 | 0 | 2 | 1  | 26 | -25 |

| Squadra 1   | Risultato   | Squadra 2   |
| 1ª giornata | 1ª giornata | 1ª giornata |
| ----------- | ----------- | ----------- |
| Cagliari    | 0 - 6       | Jasnagora   |
| 2ª giornata |             |             |
| Leonardo    | 20 - 1      | Cagliari    |
| 3ª giornata |             |             |
| Jasnagora   | 0 - 7       | Leonardo    |

### Girone M

#### Gara 1
| Squadra         | P.ti | G | V | N | P | GF | GS | DR  |
| --------------- | ---- | - | - | - | - | -- | -- | --- |
| Real Ciampino   | 4    | 2 | 1 | 1 | 0 | 16 | 3  | +13 |
| United Pomezia  | 4    | 2 | 1 | 1 | 0 | 13 | 5  | +8  |
| Ecocity Genzano | 0    | 2 | 0 | 0 | 2 | 2  | 23 | -21 |

| Squadra 1       | Risultato   | Squadra 2       |
| 1ª giornata     | 1ª giornata | 1ª giornata     |
| --------------- | ----------- | --------------- |
| United Pomezia  | 3 - 3       | Real Ciampino   |
| 2ª giornata     |             |                 |
| Ecocity Genzano | 2 - 10      | United Pomezia  |
| 3ª giornata     |             |                 |
| Real Ciampino   | 13 - 0      | Ecocity Genzano |

#### Gara 2
| Squadra                | P.ti | G | V | N | P | GF | GS | DR |
| ---------------------- | ---- | - | - | - | - | -- | -- | -- |
| Club Sport Roma        | 6    | 2 | 2 | 0 | 0 | 11 | 3  | +8 |
| Castel Fontana         | 1    | 2 | 0 | 1 | 1 | 3  | 4  | -1 |
| Atletico Grande Impero | 1    | 2 | 0 | 1 | 1 | 0  | 7  | -7 |

| Squadra 1              | Risultato   | Squadra 2              |
| 1ª giornata            | 1ª giornata | 1ª giornata            |
| ---------------------- | ----------- | ---------------------- |
| Club Sport Roma        | 7 - 0       | Atletico Grande Impero |
| 2ª giornata            |             |                        |
| Atletico Grande Impero | 0 - 0       | Castel Fontana         |
| 3ª giornata            |             |                        |
| Castel Fontana         | 3 - 4       | Club Sport Roma        |

#### Gara 3
| Squadra              | P.ti | G | V | N | P | GF | GS | DR |
| -------------------- | ---- | - | - | - | - | -- | -- | -- |
| Conit Cisterna       | 4    | 2 | 1 | 1 | 0 | 7  | 5  | +2 |
| CUS Molise           | 3    | 2 | 1 | 0 | 1 | 11 | 9  | +2 |
| Latina Sport Academy | 1    | 2 | 0 | 1 | 1 | 4  | 8  | -4 |

| Squadra 1            | Risultato   | Squadra 2            |
| 1ª giornata          | 1ª giornata | 1ª giornata          |
| -------------------- | ----------- | -------------------- |
| Latina Sport Academy | 1 - 1       | Conit Cisterna       |
| 2ª giornata          |             |                      |
| CUS Molise           | 7 - 3       | Latina Sport Academy |
| 3ª giornata          |             |                      |
| Conit Cisterna       | 6 - 4       | CUS Molise           |

#### Gara 4
| Squadra      | P.ti | G | V | N | P | GF | GS | DR  |
| ------------ | ---- | - | - | - | - | -- | -- | --- |
| Cioli AV     | 6    | 2 | 2 | 0 | 0 | 15 | 1  | +14 |
| Italpol Roma | 3    | 2 | 1 | 0 | 1 | 5  | 14 | -9  |
| Velletri     | 0    | 2 | 0 | 0 | 2 | 4  | 9  | -5  |

| Squadra 1    | Risultato   | Squadra 2    |
| 1ª giornata  | 1ª giornata | 1ª giornata  |
| ------------ | ----------- | ------------ |
| Velletri     | 1 - 4       | Cioli AV     |
| 2ª giornata  |             |              |
| Italpol Roma | 5 - 3       | Velletri     |
| 3ª giornata  |             |              |
| Cioli AV     | 11 - 0      | Italpol Roma |

### Girone N

#### Gara 1
| Squadra          | P.ti | G | V | N | P | GF | GS | DR |
| ---------------- | ---- | - | - | - | - | -- | -- | -- |
| Junior Domitia   | 3    | 2 | 1 | 0 | 1 | 7  | 4  | +3 |
| Sandro Abate     | 3    | 2 | 1 | 0 | 1 | 8  | 8  | 0  |
| Dalia Management | 3    | 2 | 1 | 0 | 1 | 6  | 9  | -3 |

| Squadra 1        | Risultato   | Squadra 2        |
| 1ª giornata      | 1ª giornata | 1ª giornata      |
| ---------------- | ----------- | ---------------- |
| Dalia Management | 3 - 2       | Junior Domitia   |
| 2ª giornata      |             |                  |
| Junior Domitia   | 5 - 1       | Sandro Abate     |
| 3ª giornata      |             |                  |
| Sandro Abate     | 7 - 3       | Dalia Management |

#### Gara 2
| Squadra  | P.ti | G | V | N | P | GF | GS | DR  |
| -------- | ---- | - | - | - | - | -- | -- | --- |
| Sulmona  | 6    | 2 | 2 | 0 | 0 | 13 | 1  | +12 |
| Tombesi  | 3    | 2 | 1 | 0 | 1 | 10 | 3  | +7  |
| Real Dem | 0    | 2 | 0 | 0 | 2 | 0  | 19 | -19 |

| Squadra 1   | Risultato   | Squadra 2   |
| 1ª giornata | 1ª giornata | 1ª giornata |
| ----------- | ----------- | ----------- |
| Real Dem    | 0 - 10      | Sulmona     |
| 2ª giornata |             |             |
| Tombesi     | 9 - 0       | Real Dem    |
| 3ª giornata |             |             |
| Sulmona     | 3 - 1       | Tombesi     |

#### Gara 3
| Squadra             | P.ti | G | V | N | P | GF | GS | DR  |
| ------------------- | ---- | - | - | - | - | -- | -- | --- |
| Benevento           | 6    | 2 | 2 | 0 | 0 | 27 | 1  | +26 |
| Sporting Campobasso | 3    | 2 | 1 | 0 | 1 | 5  | 10 | -5  |
| Casagiove           | 0    | 2 | 0 | 0 | 2 | 3  | 24 | -21 |

| Squadra 1           | Risultato   | Squadra 2           |
| 1ª giornata         | 1ª giornata | 1ª giornata         |
| ------------------- | ----------- | ------------------- |
| Casagiove           | 3 - 4       | Sporting Campobasso |
| 2ª giornata         |             |                     |
| Benevento           | 20 - 0      | Casagiove           |
| 3ª giornata         |             |                     |
| Sporting Campobasso | 1 - 7       | Benevento           |

#### Gara 4
| Squadra          | P.ti | G | V | N | P | GF | GS | DR |
| ---------------- | ---- | - | - | - | - | -- | -- | -- |
| Città di Chieti  | 4    | 2 | 1 | 1 | 0 | 11 | 6  | +5 |
| Academy Pescara  | 4    | 2 | 1 | 1 | 0 | 7  | 6  | +1 |
| Forte Colleferro | 0    | 2 | 0 | 0 | 2 | 2  | 8  | -6 |

| Squadra 1        | Risultato   | Squadra 2        |
| 1ª giornata      | 1ª giornata | 1ª giornata      |
| ---------------- | ----------- | ---------------- |
| Forte Colleferro | 1 - 6       | Città di Chieti  |
| 2ª giornata      |             |                  |
| Academy Pescara  | 2 - 1       | Forte Colleferro |
| 3ª giornata      |             |                  |
| Città di Chieti  | 5 - 5       | Academy Pescara  |

### Girone P

#### Gara 1
| Squadra             | P.ti | G | V | N | P | GF | GS | DR |
| ------------------- | ---- | - | - | - | - | -- | -- | -- |
| Napoli              | 6    | 2 | 2 | 0 | 0 | 11 | 2  | +9 |
| Diaz Bisceglie      | 3    | 2 | 1 | 0 | 1 | 5  | 5  | 0  |
| Virtus Libera Forio | 0    | 2 | 0 | 0 | 2 | 3  | 12 | -9 |

| Squadra 1           | Risultato   | Squadra 2           |
| 1ª giornata         | 1ª giornata | 1ª giornata         |
| ------------------- | ----------- | ------------------- |
| Diaz Bisceglie      | 5 - 1       | Virtus Libera Forio |
| 2ª giornata         |             |                     |
| Virtus Libera Forio | 2 - 7       | Napoli              |
| 3ª giornata         |             |                     |
| Napoli              | 4 - 0       | Diaz Bisceglie      |

#### Gara 2
| Squadra                 | P.ti | G | V | N | P | GF | GS | DR |
| ----------------------- | ---- | - | - | - | - | -- | -- | -- |
| Celano                  | 4    | 2 | 1 | 1 | 0 | 15 | 11 | +4 |
| Terzigno                | 4    | 2 | 1 | 1 | 0 | 8  | 7  | +1 |
| Mama Futsal San Marzano | 0    | 2 | 0 | 0 | 2 | 6  | 11 | -5 |

| Squadra 1               | Risultato   | Squadra 2               |
| 1ª giornata             | 1ª giornata | 1ª giornata             |
| ----------------------- | ----------- | ----------------------- |
| Terzigno                | 2 - 1       | Mama Futsal San Marzano |
| 2ª giornata             |             |                         |
| Mama Futsal San Marzano | 5 - 9       | Celano                  |
| 3ª giornata             |             |                         |
| Celano                  | 6 - 6       | Terzigno                |

#### Gara 3
| Squadra          | P.ti | G | V | N | P | GF | GS | DR  |
| ---------------- | ---- | - | - | - | - | -- | -- | --- |
| Futsal Noci 2019 | 6    | 2 | 2 | 0 | 0 | 13 | 3  | +10 |
| Canosa           | 3    | 2 | 1 | 0 | 1 | 9  | 8  | +1  |
| Alta Futsal      | 0    | 2 | 0 | 0 | 2 | 3  | 14 | -11 |

| Squadra 1        | Risultato   | Squadra 2        |
| 1ª giornata      | 1ª giornata | 1ª giornata      |
| ---------------- | ----------- | ---------------- |
| Futsal Noci 2019 | 6 - 2       | Alta Futsal      |
| 2ª giornata      |             |                  |
| Alta Futsal      | 1 - 8       | Canosa           |
| 3ª giornata      |             |                  |
| Canosa           | 1 - 7       | Futsal Noci 2019 |

#### Gara 4
| Squadra 1    | Totale | Squadra 2        | Andata | Ritorno |
| ------------ | ------ | ---------------- | ------ | ------- |
| Leoni Acerra | 7 - 11 | A.M.B. Frosinone | 4 - 5  | 3 - 6   |

### Girone R

#### Gara 1
| Squadra     | P.ti | G | V | N | P | GF | GS | DR |
| ----------- | ---- | - | - | - | - | -- | -- | -- |
| Feldi Eboli | 6    | 2 | 2 | 0 | 0 | 11 | 3  | +8 |
| Potenza     | 1    | 2 | 0 | 1 | 1 | 6  | 9  | -3 |
| Senise      | 1    | 2 | 0 | 1 | 1 | 3  | 8  | -5 |

| Squadra 1   | Risultato   | Squadra 2   |
| 1ª giornata | 1ª giornata | 1ª giornata |
| ----------- | ----------- | ----------- |
| Potenza     | 3 - 3       | Senise      |
| 2ª giornata |             |             |
| Feldi Eboli | 6 - 3       | Potenza     |
| 3ª giornata |             |             |
| Senise      | 0 - 5       | Feldi Eboli |

#### Gara 2
| Squadra         | P.ti | G | V | N | P | GF | GS | DR |
| --------------- | ---- | - | - | - | - | -- | -- | -- |
| Aquile Molfetta | 6    | 2 | 2 | 0 | 0 | 12 | 4  | +8 |
| Manfredonia     | 3    | 2 | 1 | 0 | 1 | 6  | 6  | 0  |
| Essedi Maschito | 0    | 2 | 0 | 0 | 2 | 4  | 12 | -8 |

| Squadra 1       | Risultato   | Squadra 2       |
| 1ª giornata     | 1ª giornata | 1ª giornata     |
| --------------- | ----------- | --------------- |
| Essedi Maschito | 3 - 7       | Aquile Molfetta |
| 2ª giornata     |             |                 |
| Manfredonia     | 5 - 1       | Essedi Maschito |
| 3ª giornata     |             |                 |
| Aquile Molfetta | 5 - 1       | Manfredonia     |

#### Gara 3
| Squadra                   | P.ti | G | V | N | P | GF | GS | DR |
| ------------------------- | ---- | - | - | - | - | -- | -- | -- |
| Bernalda                  | 6    | 2 | 2 | 0 | 0 | 10 | 2  | +8 |
| Itria                     | 3    | 2 | 1 | 0 | 1 | 5  | 4  | +1 |
| Dream Team Palo del Colle | 0    | 2 | 0 | 0 | 2 | 1  | 10 | -9 |

| Squadra 1               | Risultato   | Squadra 2               |
| 1ª giornata             | 1ª giornata | 1ª giornata             |
| ----------------------- | ----------- | ----------------------- |
| Bernalda                | 6 - 1       | Dream T. Palo del Colle |
| 2ª giornata             |             |                         |
| Dream T. Palo del Colle | 0 - 4       | Itria                   |
| 3ª giornata             |             |                         |
| Itria                   | 1 - 4       | Bernalda                |

#### Gara 4
| Squadra 1  | Totale | Squadra 2  | Andata | Ritorno |
| ---------- | ------ | ---------- | ------ | ------- |
| Castellana | 6 - 5  | Sammichele | 3 - 3  | 3 - 2   |

### Girone S

#### Gara 1
| Squadra        | P.ti | G | V | N | P | GF | GS | DR  |
| -------------- | ---- | - | - | - | - | -- | -- | --- |
| New Taranto    | 6    | 2 | 2 | 0 | 0 | 14 | 7  | +7  |
| Sala Consilina | 3    | 2 | 1 | 0 | 1 | 15 | 4  | +11 |
| Latiano        | 0    | 2 | 0 | 0 | 2 | 6  | 24 | -18 |

| Squadra 1      | Risultato   | Squadra 2      |
| 1ª giornata    | 1ª giornata | 1ª giornata    |
| -------------- | ----------- | -------------- |
| Latiano        | 5 - 11      | New Taranto    |
| 2ª giornata    |             |                |
| Sala Consilina | 13 - 1      | Latiano        |
| 3ª giornata    |             |                |
| New Taranto    | 3 - 2       | Sala Consilina |

#### Gara 2
| Squadra          | P.ti | G | V | N | P | GF | GS | DR  |
| ---------------- | ---- | - | - | - | - | -- | -- | --- |
| Casali del Manco | 6    | 2 | 2 | 0 | 0 | 14 | 4  | +10 |
| Mirto            | 3    | 2 | 1 | 0 | 1 | 10 | 9  | +1  |
| Città di Acri    | 0    | 2 | 0 | 0 | 2 | 2  | 13 | -11 |

| Squadra 1        | Risultato   | Squadra 2        |
| 1ª giornata      | 1ª giornata | 1ª giornata      |
| ---------------- | ----------- | ---------------- |
| Casali del Manco | 8 - 3       | Mirto            |
| 2ª giornata      |             |                  |
| Mirto            | 7 - 1       | Città di Acri    |
| 3ª giornata      |             |                  |
| Città di Acri    | 1 - 6       | Casali del Manco |

#### Gara 3
| Squadra 1       | Totale | Squadra 2 | Andata | Ritorno |
| --------------- | ------ | --------- | ------ | ------- |
| Audace Monopoli | 12 - 1 | Capurso   | 9 - 0  | 3 - 1   |

#### Gara 4
| Squadra 1 | Totale | Squadra 2  | Andata | Ritorno |
| --------- | ------ | ---------- | ------ | ------- |
| Bitonto   | 1 - 8  | Giovinazzo | 0 - 4  | 1 - 4   |

### Girone T

#### Gara 1
| Squadra           | P.ti | G | V | N | P | GF | GS | DR  |
| ----------------- | ---- | - | - | - | - | -- | -- | --- |
| Lamezia           | 6    | 2 | 2 | 0 | 0 | 13 | 0  | +13 |
| Città di Cosenza  | 3    | 2 | 1 | 0 | 1 | 11 | 9  | +2  |
| Blingink Soverato | 0    | 2 | 0 | 0 | 2 | 3  | 18 | -15 |

| Squadra 1         | Risultato   | Squadra 2         |
| 1ª giornata       | 1ª giornata | 1ª giornata       |
| ----------------- | ----------- | ----------------- |
| Blingink Soverato | 0 - 7       | Lamezia           |
| 2ª giornata       |             |                   |
| Città di Cosenza  | 11 - 3      | Blingink Soverato |
| 3ª giornata       |             |                   |
| Lamezia           | 6 - 0       | Città di Cosenza  |

#### Gara 2
| Squadra             | P.ti | G | V | N | P | GF | GS | DR |
| ------------------- | ---- | - | - | - | - | -- | -- | -- |
| Polisportiva Futura | 6    | 2 | 2 | 0 | 0 | 14 | 7  | +7 |
| Bovalino            | 3    | 2 | 1 | 0 | 1 | 5  | 8  | -3 |
| Soverato Futsal     | 0    | 2 | 0 | 0 | 2 | 9  | 13 | -4 |

| Squadra 1           | Risultato   | Squadra 2           |
| 1ª giornata         | 1ª giornata | 1ª giornata         |
| ------------------- | ----------- | ------------------- |
| Bovalino            | 4 - 3       | Soverato Futsal     |
| 2ª giornata         |             |                     |
| Soverato Futsal     | 6 - 9       | Polisportiva Futura |
| 3ª giornata         |             |                     |
| Polisportiva Futura | 5 - 1       | Bovalino            |

#### Gara 3
| Squadra        | P.ti | G | V | N | P | GF | GS | DR  |
| -------------- | ---- | - | - | - | - | -- | -- | --- |
| Mascalucia     | 6    | 2 | 2 | 0 | 0 | 16 | 3  | +13 |
| Adrano         | 3    | 2 | 1 | 0 | 1 | 9  | 9  | 0   |
| Messina Futsal | 0    | 2 | 0 | 0 | 2 | 6  | 19 | -13 |

| Squadra 1      | Risultato   | Squadra 2      |
| 1ª giornata    | 1ª giornata | 1ª giornata    |
| -------------- | ----------- | -------------- |
| Adrano         | 8 - 4       | Messina Futsal |
| 2ª giornata    |             |                |
| Messina Futsal | 2 - 11      | Mascalucia     |
| 3ª giornata    |             |                |
| Mascalucia     | 5 - 1       | Adrano         |

#### Gara 4
| Squadra 1         | Totale | Squadra 2 | Andata | Ritorno |
| ----------------- | ------ | --------- | ------ | ------- |
| Arcobaleno Ispica | 3 - 8  | Acireale  | 2 - 1  | 1 - 7   |

### Girone V

#### Gara 1
| Squadra      | P.ti | G | V | N | P | GF | GS | DR |
| ------------ | ---- | - | - | - | - | -- | -- | -- |
| Meta Catania | 6    | 2 | 2 | 0 | 0 | 12 | 3  | +9 |
| Mazara 2020  | 3    | 2 | 1 | 0 | 1 | 8  | 11 | -3 |
| Gela         | 0    | 2 | 0 | 0 | 2 | 5  | 11 | -6 |

| Squadra 1    | Risultato   | Squadra 2    |
| 1ª giornata  | 1ª giornata | 1ª giornata  |
| ------------ | ----------- | ------------ |
| Mazara 2020  | 6 - 4       | Gela         |
| 2ª giornata  |             |              |
| Gela         | 1 - 5       | Meta Catania |
| 3ª giornata  |             |              |
| Meta Catania | 7 - 2       | Mazara 2020  |

#### Gara 2
| Squadra            | P.ti | G | V | N | P | GF | GS | DR |
| ------------------ | ---- | - | - | - | - | -- | -- | -- |
| Regalbuto          | 6    | 2 | 2 | 0 | 0 | 8  | 2  | +6 |
| Atletico Canicattì | 3    | 2 | 1 | 0 | 1 | 7  | 6  | +1 |
| Villaurea          | 0    | 2 | 0 | 0 | 2 | 2  | 9  | -7 |

| Squadra 1          | Risultato   | Squadra 2          |
| 1ª giornata        | 1ª giornata | 1ª giornata        |
| ------------------ | ----------- | ------------------ |
| Villaurea          | 2 - 5       | Atletico Canicattì |
| 2ª giornata        |             |                    |
| Regalbuto          | 4 - 0       | Villaurea          |
| 3ª giornata        |             |                    |
| Atletico Canicattì | 2 - 4       | Regalbuto          |

#### Gara 3
| Squadra           | P.ti | G | V | N | P | GF | GS | DR  |
| ----------------- | ---- | - | - | - | - | -- | -- | --- |
| GEAR Sport        | 4    | 2 | 1 | 1 | 0 | 22 | 4  | +18 |
| Barcellona Futsal | 4    | 2 | 1 | 1 | 0 | 18 | 5  | +13 |
| Melilli           | 0    | 2 | 0 | 0 | 2 | 1  | 32 | -31 |

| Squadra 1         | Risultato   | Squadra 2         |
| 1ª giornata       | 1ª giornata | 1ª giornata       |
| ----------------- | ----------- | ----------------- |
| Barcellona Futsal | 4 - 4       | GEAR Sport        |
| 2ª giornata       |             |                   |
| Melilli           | 1 - 14      | Barcellona Futsal |
| 3ª giornata       |             |                   |
| GEAR Sport        | 18 - 0      | Melilli           |

#### Gara 4
| Squadra          | P.ti | G | V | N | P | GF | GS | DR  |
| ---------------- | ---- | - | - | - | - | -- | -- | --- |
| Marsala 2012     | 6    | 2 | 2 | 0 | 0 | 12 | 2  | +10 |
| Città di Palermo | 3    | 2 | 1 | 0 | 1 | 6  | 10 | -4  |
| Mistral Carini   | 0    | 2 | 0 | 0 | 2 | 2  | 8  | -6  |

| Squadra 1        | Risultato   | Squadra 2        |
| 1ª giornata      | 1ª giornata | 1ª giornata      |
| ---------------- | ----------- | ---------------- |
| Mistral Carini   | 0 - 4       | Marsala 2012     |
| 2ª giornata      |             |                  |
| Città di Palermo | 4 - 2       | Mistral Carini   |
| 3ª giornata      |             |                  |
| Marsala 2012     | 8 - 2       | Città di Palermo |

## II turno
Nel II turno le 64 società vincenti i triangolari e gli abbinamenti del I turno si incontreranno tra di loro in gara unica disputata sul campo della Società di categoria inferiore. Nel caso di gara che coinvolga due Società della stessa categoria per determinare la Società che disputerà la Gara in casa si procederà ad un sorteggio. Il II turno avrà luogo tra il 16 e il 25 ottobre.

### Girone A
| Squadra 1   | Risultato   | Squadra 2  |
| ----------- | ----------- | ---------- |
| Asti Orange | 6 - 5 (dtr) | L84        |
| Aosta       | 8 - 0       | CDM Genova |

### Girone B
| Squadra 1     | Risultato | Squadra 2 |
| ------------- | --------- | --------- |
| Real Five Rho | 20 - 3    | Mantova   |
| Cardano '91   | 2 - 10    | Lecco     |

### Girone C
| Squadra 1      | Risultato | Squadra 2 |
| -------------- | --------- | --------- |
| Compagnia Malo | 7 - 1     | Belluno   |
| Villorba       | 4 - 3     | Pordenone |

### Girone D
| Squadra 1 | Risultato | Squadra 2       |
| --------- | --------- | --------------- |
| Fenice    | 17 - 0    | Olimpia Verona  |
| Petrarca  | 3 - 4     | Città di Mestre |

### Girone E
| Squadra 1 | Risultato | Squadra 2       |
| --------- | --------- | --------------- |
| Russi     | 10 - 4    | Buldog Lucrezia |
| Cesena    | 3 - 0     | Modena-Cavezzo  |

### Girone F
| Squadra 1     | Risultato | Squadra 2       |
| ------------- | --------- | --------------- |
| Sangiovannese | 2 - 4     | Real Fabrica    |
| Futsal Prato  | 4 - 5     | Vigor Fucecchio |

### Girone G
| Squadra 1            | Risultato | Squadra 2        |
| -------------------- | --------- | ---------------- |
| Audax 1970 S. Angelo | 1 - 5     | Sporting Hornets |
| CUS Macerata         | 5 - 8     | Cerreto d'Esi    |

### Girone H
| Squadra 1      | Risultato | Squadra 2    |
| -------------- | --------- | ------------ |
| Città di Anzio | 2 - 8     | Olimpus Roma |
| EUR            | 5 - 4     | Lazio        |

### Girone L
| Squadra 1 | Risultato | Squadra 2 |
| --------- | --------- | --------- |
| Elmas     | 3 - 12    | Ciampino  |
| Sestu     | 4 - 3     | Leonardo  |

### Girone M
| Squadra 1       | Risultato | Squadra 2     |
| --------------- | --------- | ------------- |
| Club Sport Roma | 4 - 5     | Real Ciampino |
| Conit Cisterna  | 0 - 3     | Cioli AV      |

### Girone N
| Squadra 1       | Risultato | Squadra 2      |
| --------------- | --------- | -------------- |
| Sulmona         | 2 - 3     | Junior Domitia |
| Città di Chieti | 3 - 0     | Benevento      |

### Girone P
| Squadra 1        | Risultato | Squadra 2        |
| ---------------- | --------- | ---------------- |
| Celano           | 0 - 8     | Napoli           |
| Futsal Noci 2019 | 4 - 6     | A.M.B. Frosinone |

### Girone R
| Squadra 1       | Risultato | Squadra 2   |
| --------------- | --------- | ----------- |
| Aquile Molfetta | 1 - 3     | Feldi Eboli |
| Castellana      | 2 - 4     | Bernalda    |

### Girone S
| Squadra 1        | Risultato   | Squadra 2   |
| ---------------- | ----------- | ----------- |
| Casali del Manco | 10 - 1      | New Taranto |
| Audace Monopoli  | 6 - 7 (dtr) | Giovinazzo  |

### Girone T
| Squadra 1 | Risultato | Squadra 2           |
| --------- | --------- | ------------------- |
| Lamezia   | 13 - 12   | Polisportiva Futura |
| Acireale  | 4 - 2     | Mascalucia          |

### Girone V
| Squadra 1    | Risultato | Squadra 2    |
| ------------ | --------- | ------------ |
| Regalbuto    | 3 - 2     | Meta Catania |
| Marsala 2012 | 5 - 4     | GEAR Sport   |

## III turno
Nel III turno le 32 società vincenti le gare del II turno si incontreranno tra di loro in gara unica disputata sul campo della Società di categoria inferiore. Nel caso di gara che coinvolga due Società della stessa categoria per determinare la Società che disputerà la Gara in casa si procederà ad un sorteggio. Il III turno avrà luogo tra il 24 ottobre e l'8 novembre.

### Girone A
| Squadra 1   | Risultato | Squadra 2 |
| ----------- | --------- | --------- |
| Asti Orange | 3 - 5     | Aosta     |

### Girone B
| Squadra 1     | Risultato | Squadra 2 |
| ------------- | --------- | --------- |
| Real Five Rho | 0 - 1     | Lecco     |

### Girone C
| Squadra 1      | Risultato | Squadra 2 |
| -------------- | --------- | --------- |
| Compagnia Malo | 1 - 7     | Villorba  |

### Girone D
| Squadra 1 | Risultato | Squadra 2       |
| --------- | --------- | --------------- |
| Fenice    | 9 - 0     | Città di Mestre |

### Girone E
| Squadra 1 | Risultato | Squadra 2 |
| --------- | --------- | --------- |
| Russi     | 2 - 4     | Cesena    |

### Girone F
| Squadra 1       | Risultato | Squadra 2    |
| --------------- | --------- | ------------ |
| Vigor Fucecchio | 2 - 11    | Real Fabrica |

### Girone G
| Squadra 1     | Risultato | Squadra 2        |
| ------------- | --------- | ---------------- |
| Cerreto d'Esi | 2 - 8     | Sporting Hornets |

### Girone H
| Squadra 1 | Risultato | Squadra 2    |
| --------- | --------- | ------------ |
| EUR       | 0 - 8     | Olimpus Roma |

### Girone L
| Squadra 1 | Risultato | Squadra 2 |
| --------- | --------- | --------- |
| Sestu     | 2 - 3     | Ciampino  |

### Girone M
| Squadra 1     | Risultato | Squadra 2 |
| ------------- | --------- | --------- |
| Real Ciampino | 2 - 5     | Cioli AV  |

### Girone N
| Squadra 1      | Risultato | Squadra 2       |
| -------------- | --------- | --------------- |
| Junior Domitia | 7 - 2     | Città di Chieti |

### Girone P
| Squadra 1        | Risultato | Squadra 2 |
| ---------------- | --------- | --------- |
| A.M.B. Frosinone | 4 - 2     | Napoli    |

### Girone R
| Squadra 1 | Risultato | Squadra 2   |
| --------- | --------- | ----------- |
| Bernalda  | 3 - 4     | Feldi Eboli |

### Girone S
| Squadra 1        | Risultato | Squadra 2  |
| ---------------- | --------- | ---------- |
| Casali del Manco | 3 - 2     | Giovinazzo |

### Girone T
| Squadra 1 | Risultato | Squadra 2 |
| --------- | --------- | --------- |
| Acireale  | 1 - 2     | Lamezia   |

### Girone V
| Squadra 1    | Risultato | Squadra 2 |
| ------------ | --------- | --------- |
| Marsala 2012 | 5 - 6     | Regalbuto |

## Tabellone
Il tabellone dagli ottavi alla finale è stato sorteggiato l'11 agosto.
|  | Ottavi di finale | Ottavi di finale | Ottavi di finale | Ottavi di finale |       |              | Quarti di finale | Quarti di finale | Quarti di finale | Quarti di finale |  |          | Semifinali | Semifinali | Semifinali | Semifinali |       |   | Finale | Finale |
|  |                  |                  |                  |                  |       |              |                  |                  |                  |                  |  |          |            |            |            |            |       |   |        |        |
|  | Aosta            | 1                | 2                | 3                |       |              |                  |                  |                  |                  |  |          |            |            |            |            |       |   |        |        |
|  | Lecco            | 4                | 6                | 10               |       |              |                  |                  |                  |                  |  |          |            |            |            |            |       |   |        |        |
|  | Lecco            | 4                | 6                | 10               |       | Lecco        | 1                | 7                | 8                |                  |  |          |            |            |            |            |       |   |        |        |
|  |                  |                  |                  |                  |       | Lecco        | 1                | 7                | 8                |                  |  |          |            |            |            |            |       |   |        |        |
|  |                  | Fenice           | 4                | 1                | 5     |              |                  |                  |                  |                  |  |          |            |            |            |            |       |   |        |        |
|  | Villorba         | Fenice           | 4                | 1                | 5     | 0            | 3                | 3                |                  |                  |  |          |            |            |            |            |       |   |        |        |
|  | Villorba         |                  |                  |                  |       | 0            | 3                | 3                |                  |                  |  |          |            |            |            |            |       |   |        |        |
|  | Fenice           | 3                | 3                | 6                |       |              |                  |                  |                  |                  |  |          |            |            |            |            |       |   |        |        |
|  | Fenice           | 3                | 3                | 6                |       |              |                  |                  |                  |                  |  | Lecco    | 4          | 1          | 5 (3)      |            |       |   |        |        |
|  |                  |                  |                  |                  |       |              |                  |                  |                  |                  |  | Lecco    | 4          | 1          | 5 (3)      |            |       |   |        |        |
|  |                  | Olimpus Roma     | 4                | 1                | 5 (1) |              |                  |                  |                  |                  |  |          |            |            |            |            |       |   |        |        |
|  | Cesena           | Olimpus Roma     | 4                | 1                | 5 (1) | 0            | 2                | 2                |                  |                  |  |          |            |            |            |            |       |   |        |        |
|  | Cesena           |                  |                  |                  |       | 0            | 2                | 2                |                  |                  |  |          |            |            |            |            |       |   |        |        |
|  | Real Fabrica     | 3                | 8                | 11               |       |              |                  |                  |                  |                  |  |          |            |            |            |            |       |   |        |        |
|  | Real Fabrica     | 3                | 8                | 11               |       | Real Fabrica | 0                | 2                | 2                |                  |  |          |            |            |            |            |       |   |        |        |
|  |                  |                  |                  |                  |       | Real Fabrica | 0                | 2                | 2                |                  |  |          |            |            |            |            |       |   |        |        |
|  |                  | Olimpus Roma     | 3                | 8                | 11    |              |                  |                  |                  |                  |  |          |            |            |            |            |       |   |        |        |
|  | Sporting Hornets | Olimpus Roma     | 3                | 8                | 11    | 1            | 3                | 4                |                  |                  |  |          |            |            |            |            |       |   |        |        |
|  | Sporting Hornets |                  |                  |                  |       | 1            | 3                | 4                |                  |                  |  |          |            |            |            |            |       |   |        |        |
|  | Olimpus Roma     | 7                | 3                | 10               |       |              |                  |                  |                  |                  |  |          |            |            |            |            |       |   |        |        |
|  | Olimpus Roma     | 7                | 3                | 10               |       |              |                  |                  |                  |                  |  |          |            |            |            |            | Lecco | 2 |        |        |
|  |                  |                  |                  |                  |       |              |                  |                  |                  |                  |  |          |            |            |            |            |       | 2 |        |        |
|  |                  | Cioli AV         | 1                |                  |       |              |                  |                  |                  |                  |  |          |            |            |            |            |       |   |        |        |
|  | Ciampino         | Cioli AV         | 1                | 1                | 3     | 4            |                  |                  |                  |                  |  |          |            |            |            |            |       |   |        |        |
|  | Ciampino         |                  |                  | 1                | 3     | 4            |                  |                  |                  |                  |  |          |            |            |            |            |       |   |        |        |
|  | Cioli AV         | 3                | 7                | 10               |       |              |                  |                  |                  |                  |  |          |            |            |            |            |       |   |        |        |
|  | Cioli AV         | 3                | 7                | 10               |       | Cioli AV     | 4                | 3                | 7                |                  |  |          |            |            |            |            |       |   |        |        |
|  |                  |                  |                  |                  |       | Cioli AV     | 4                | 3                | 7                |                  |  |          |            |            |            |            |       |   |        |        |
|  |                  | A.M.B. Frosinone | 2                | 4                | 6     |              |                  |                  |                  |                  |  |          |            |            |            |            |       |   |        |        |
|  | Junior Domitia   | A.M.B. Frosinone | 2                | 4                | 6     | 0            | 5                | 5                |                  |                  |  |          |            |            |            |            |       |   |        |        |
|  | Junior Domitia   |                  |                  |                  |       | 0            | 5                | 5                |                  |                  |  |          |            |            |            |            |       |   |        |        |
|  | A.M.B. Frosinone | 4                | 5                | 9                |       |              |                  |                  |                  |                  |  |          |            |            |            |            |       |   |        |        |
|  | A.M.B. Frosinone | 4                | 5                | 9                |       |              |                  |                  |                  |                  |  | Cioli AV | 4          | 6          | 10         |            |       |   |        |        |
|  |                  |                  |                  |                  |       |              |                  |                  |                  |                  |  | Cioli AV | 4          | 6          | 10         |            |       |   |        |        |
|  |                  | Regalbuto        | 0                | 4                | 4     |              |                  |                  |                  |                  |  |          |            |            |            |            |       |   |        |        |
|  | Feldi Eboli      | Regalbuto        | 0                | 4                | 4     | 2            | 5                | 7                |                  |                  |  |          |            |            |            |            |       |   |        |        |
|  | Feldi Eboli      |                  |                  |                  |       | 2            | 5                | 7                |                  |                  |  |          |            |            |            |            |       |   |        |        |
|  | Casali del Manco | 2                | 3                | 5                |       |              |                  |                  |                  |                  |  |          |            |            |            |            |       |   |        |        |
|  | Casali del Manco | 2                | 3                | 5                |       | Feldi Eboli  | 3                | 1                | 4                |                  |  |          |            |            |            |            |       |   |        |        |
|  |                  |                  |                  |                  |       | Feldi Eboli  | 3                | 1                | 4                |                  |  |          |            |            |            |            |       |   |        |        |
|  |                  | Regalbuto        | 4                | 3                | 7     |              |                  |                  |                  |                  |  |          |            |            |            |            |       |   |        |        |
|  | Lamezia          | Regalbuto        | 4                | 3                | 7     | 9            | 0                | 9                |                  |                  |  |          |            |            |            |            |       |   |        |        |
|  | Lamezia          |                  |                  |                  |       | 9            | 0                | 9                |                  |                  |  |          |            |            |            |            |       |   |        |        |
|  | Regalbuto        | 4                | 6                | 10               |       |              |                  |                  |                  |                  |  |          |            |            |            |            |       |   |        |        |

## Ottavi di finale
Negli ottavi di finale si sfidano le 16 vincenti del turno precedente. Le partite si giocheranno con formula di andata e ritorno, con la squadra di categoria più alta che giocherà il ritorno in casa. In caso di incontri tra squadre della stessa categoria l'ordine delle sfide è stato determinato tramite sorteggio. Le partite di andata si giocheranno il 16 dicembre, mentre quelle di ritorno sono previste per il 27 dicembre.

### Risultati
| Squadra 1        | Totale | Squadra 2        | Andata | Ritorno |
| ---------------- | ------ | ---------------- | ------ | ------- |
| Aosta            | 3 - 10 | Lecco            | 1 - 4  | 2 - 6   |
| Villorba         | 3 - 6  | Fenice           | 0 - 3  | 3 - 3   |
| Real Fabrica     | 11 - 2 | Cesena           | 3 - 0  | 8 - 2   |
| Sporting Hornets | 4 - 10 | Olimpus Roma     | 1 - 7  | 3 - 3   |
| Cioli AV         | 10 - 4 | Ciampino         | 3 - 1  | 7 - 3   |
| Junior Domitia   | 5 - 9  | A.M.B. Frosinone | 0 - 4  | 5 - 5   |
| Casali del Manco | 5 - 7  | Feldi Eboli      | 2 - 2  | 3 - 5   |
| Lamezia          | 9 - 10 | Regalbuto        | 9 - 4  | 0 - 6   |

### Tabellini

#### Andata
| Villorba 21 novembre 2023, ore 21:00 | Villorba | 0 – 3 referto | Fenice | PalaTeatro |

| Roma 29 novembre 2023, ore 18:00 | Sporting Hornets | 1 – 7 referto | Olimpus Roma | PalaOlgiata |

| Casali del Manco 14 dicembre 2023, ore 19:00 | Casali del Manco | 2 – 2 referto | Feldi Eboli | Palazzetto dello Sport |

| Aosta 15 dicembre 2023, ore 18:30 | Aosta | 1 – 4 referto | Lecco | Centro Sportivo Montfleury |

| Castel Volturno 16 dicembre 2023, ore 15:00 | Junior Domitia | 0 – 4 referto | A.M.B. Frosinone | PalaDomitia |

| Ariccia 16 dicembre 2023, ore 15:30 | Cioli AV | 3 – 1 referto | Ciampino | PalaKilgour |

| Fabrica di Roma 16 dicembre 2023, ore 16:00 | Real Fabrica | 3 – 0 referto | Cesena | PalaAnselmi |

| Lamezia Terme 16 dicembre 2023, ore 18:00 | Lamezia | 9 – 4 referto | Regalbuto | Palazzetto dello Sport Alfio Sparti |

#### Ritorno
| Mestre 19 dicembre 2023, ore 19:00 | Fenice | 3 – 3 referto | Villorba | Palestra Isa Franchetti |

| Lecco 27 dicembre 2023, ore 19:00 | Lecco | 6 – 2 referto | Aosta | PalaTaurus |

| Roma 27 dicembre 2023, ore 19:00 | Olimpus Roma | 3 – 3 referto | Sporting Hornets | PalaLevante |

| Regalbuto 27 dicembre 2023, ore 19:00 | Regalbuto | 6 – 0 referto | Lamezia | Palasport Giovanni Paolo II |

| Ciampino 27 dicembre 2023, ore 19:30 | Ciampino | 3 – 7 referto | Cioli AV | PalaTarquini |

| Cesena 29 dicembre 2023, ore 19:00 | Cesena | 2 – 8 referto | Real Fabrica | Mini Palazzetto |

| Eboli 30 dicembre 2023, ore 15:30 | Feldi Eboli | 5 – 3 referto | Casali del Manco | PalaSele |

| Tecchiena 30 dicembre 2023, ore 16:00 | A.M.B. Frosinone | 5 – 5 referto | Junior Domitia | Palasport di Alatri |

## Quarti di finale
Nei quarti di finale si sfidano le 8 vincenti del turno precedente. Le partite si giocheranno con formula di andata e ritorno, con la squadra di categoria più alta che giocherà il ritorno in casa. In caso di incontri tra squadre della stessa categoria l'ordine delle sfide è stato determinato tramite sorteggio. Le partite di andata si giocheranno il 9 gennaio, mentre quelle di ritorno sono previste per il 3 febbraio.

### Risultati
| Squadra 1    | Totale | Squadra 2        | Andata | Ritorno |
| ------------ | ------ | ---------------- | ------ | ------- |
| Fenice       | 5 - 8  | Lecco            | 4 - 1  | 1 - 7   |
| Real Fabrica | 2 - 11 | Olimpus Roma     | 0 - 3  | 2 - 8   |
| Cioli AV     | 7 - 6  | A.M.B. Frosinone | 4 - 2  | 3 - 4   |
| Regalbuto    | 7 - 4  | Feldi Eboli      | 4 - 3  | 3 - 1   |

### Tabellini

#### Andata
| Mestre 9 gennaio 2024, ore 19:00 | Fenice | 4 – 1 referto | Lecco | Palestra Isa Franchetti |

| Ariccia 9 gennaio 2024, ore 19:30 | Cioli AV | 4 – 2 referto | A.M.B. Frosinone | PalaKilgour |

| Regalbuto 10 gennaio 2024, ore 18:30 | Regalbuto | 4 – 3 referto | Feldi Eboli | Palasport Giovanni Paolo II |

| Fabrica di Roma 10 gennaio 2024, ore 19:00 | Real Fabrica | 0 – 3 referto | Olimpus Roma | PalaAnselmi |

#### Ritorno
| Roma 3 febbraio 2024, ore 16:00 | Olimpus Roma | 8 – 2 referto | Real Fabrica | PalaOlgiata |

| Tecchiena 3 febbraio 2024, ore 16:00 | A.M.B. Frosinone | 4 – 3 referto | Cioli AV | Palasport di Alatri |

| Eboli 3 febbraio 2024, ore 16:00 | Feldi Eboli | 1 – 3 referto | Regalbuto | PalaSele |

| Lecco 3 febbraio 2024, ore 18:00 | Lecco | 7 – 1 referto | Fenice | PalaTaurus |

## Semifinali
Nelle semifinali si sfidano le 4 vincenti del turno precedente. Le partite si giocheranno con formula di andata e ritorno, con la squadra di categoria più alta che giocherà il ritorno in casa. In caso di incontri tra squadre della stessa categoria l'ordine delle sfide è stato determinato tramite sorteggio. Le partite di andata si giocheranno il 5 marzo, mentre quelle di ritorno sono previste per il 19 marzo.

### Risultati
| Squadra 1 | Totale            | Squadra 2    | Andata | Ritorno |
| --------- | ----------------- | ------------ | ------ | ------- |
| Lecco     | 5 - 5 (3 - 1 dtr) | Olimpus Roma | 4 - 4  | 1 - 1   |
| Cioli AV  | 10 - 4            | Regalbuto    | 4 - 0  | 6 - 4   |

### Tabellini

#### Andata
| Arbitri: | Umberto Mancaniello (Nola) Mirko Errico (Ancona) |
| Crono:   | Roberto Galasso (Aprilia)                        |

|                                                                    |           |  |
| Joni Franco 0'23'’, 7'29'’ Bernoni 34'01'’ Ferrante 37'08'’ (aut.) | Marcatori |  |

| Arbitri: | Stefano Campagnolo (Bassano del Grappa) Giuseppe Cundò (Soverato) |
| Crono:   | Marco Amatucci (Milano)                                           |

|                                                           |           |                                                          |
| Regini 7'20'’ Kullani 25'48'’, 31'53'’ Tortorella 37'54'’ | Marcatori | 9'12'’, 24'44'’ Borolo 16'28'’ Seferi 22'37'’ Ceccarelli |

#### Ritorno
| Arbitri: | Cristoforo Corsini (Taranto) Antonio Carnazza (Taranto) |
| Crono:   | Emmanuele Nazareno Di Gregorio (Catania)                |

|                                                       |           |                                                                                |
| Ogata 22'30'’, 37'49'’ Martines 25'21'’ Longo 38'25'’ | Marcatori | 14'02'’, 21'23'’ Popa 20'19'’, 29'47'’ Teruya 24'51'’ Marino 39'50'’ Giacchini |

| Arbitri: | Kenan Kreso (Trieste) Andrea Dessi (Oristano) |
| Crono:   | Marco Liuni (Roma 2)                          |

|                              |                      |                                               |
| Cutruneo 31'56'’             | Marcatori            | 16'06'’ Moratelli                             |
| Borolo Cutruneo Isgrò Seferi | Tiri di rigore 1 – 3 | Rivella Regini Tortorella Mattaboni Moratelli |

## Finale
La finale si è svolta in campo neutro il 24 aprile presso il PlayHall di Riccione ed è stata trasmessa in diretta su Sky.
| Arbitri: | Andrea Frau (Carbonia) Alessandro Soligo (Castelfranco Veneto) Tommaso Nargiso (Ferrara) |
| Crono:   | Antonio Zinzi (Piacenza)                                                                 |

| |            | |
| Rivella 33'38'’ Valdes 39'04'’ | Marcatori  | 33'47'’ Teruya |
| Alessio Gattarelli 16 Diego Regini 11 Enzo Moratelli 15 Kristian Mattaboni 21 Kevin Rivella 30 Nicolas Di Tomaso 12 Antonio Rubinacci 5 Yoann Valdes 6 Christian Cotrufo 9 Manuel Mareska 10 Manuel Balocchi 13 Lorenzo Panzeri 18 | Formazioni | 3 Leonardo Battisti 23 Filippo Quagliarini 14 Daniele Marino 80 Joni Franco 66 Gustavo Teruya 2 Giacomo Argenti 46 Flavio Giammatteo 16 Pedro Denardin 19 Daniel Stefan Popa 28 Alessandro Iacobucci 33 Lorenzo Giacchini 44 Lorenzo Bernoni |
| | Allenatori | Rosinha |